# De gamegoeroe
De gamegoeroe is een stripverhaal uit de reeks van Suske en Wiske, dat werd uitgegeven op 12 mei 2010.

## Personages
In dit verhaal spelen de volgende personages mee:
- Suske
- Wiske
- Tante Sidonia
- Lambik
- Jerom
- Professor Barabas
- De Gamegoeroe
- De postbode

Op het grote televisiescherm van de Gamegoeroe zijn bekende Vlaamse striphelden zoals Fanny Kiekeboe, Balthasar Boma en De Rode Ridder te zien.

## Locaties
Dit verhaal speelt zich af op de volgende locaties:
- Het huis van tante Sidonia
- Het laboratorium van professor Barabas
- Het privé-eiland van de Gamegoeroe bij Hawaï (Game Island)
- De RVD 2

## Uitvindingen
In dit verhaal spelen de volgende uitvindingen van Professor Barabas mee:
- De RVD2
- De Supercomputer
- De Bèta Barabas zoekmachine
- De Barabas Bèta codekraker

## Het Verhaal
In dit verhaal is Wiske op zomerkamp als Suske winnaar van het online-monsterspel Monsterkill wordt. Suske wordt door de ontwerper van dit spel opgehaald met een privéjet om op zijn privé-eiland Monster Kill XL te spelen. Vanuit een consolekamer, kan Suske zijn Suske-robot besturen. De Gamegoeroe legt Suske uit dat hij het spel wint wanneer hij zijn teamgenoot de vulkaan op krijgt. De Gamegoeroe zal zijn tegenstanders besturen, reusachtige dino-robots. Het spel zal wereldwijd gevolgd worden door ingewijden die moeten betalen per seconde. Als Suske erachter komt dat zijn teamgenoot Wiske is, die is ontvoerd uit het zomerkamp, weigert hij mee te spelen. Maar de Gamegoeroe doet de consolekamer op slot en valt Wiske aan met een dino-robot. Suske moet nu wel meespelen om het leven van Wiske te redden.
Ondertussen komt Sidonia erachter dat de Gamegoeroe haar een onbestaand nummer heeft gegeven. Ze snelt naar professor Barabas, die de geheime website van de Gamegoeroe opzoekt met zijn Bèta Barabas supercomputer. Dan wordt Sidonia gebeld met de mededeling dat Wiske verdwenen is uit het zomerkamp. Terwijl Sidonia om die reden weer een van haar beroemde zenuwtoevallen krijgt vindt de zoekmachine van Barabas de site van de Gamegoeroe. De code om in te loggen wordt gekraakt met de Bèta Barabas codekraker en nu kunnen ze het spel meekijken.
De versufte Wiske ontwaakt dan uit haar slaap en ziet dat er een dino-robot voor haar staat die Suske snel onschadelijk maakt door het gebruik van een laserstraal. Lambik, Jerom, Barabas en Sidonia vertrekken dan met de RVD2 naar een van de vuureilanden van Hawaï nadat Barabas de bomen (Acacia Koa) op het eiland heeft herkend. Op dat moment worden Suske en Wiske weer opgeschrikt door een nieuwe robot, die nu door heldhaftig werk van Wiske onschadelijk wordt gemaakt. Als ze vervolgens door het water verder waden komt de derde robot op hen af, die weer overwonnen wordt door een truc van Suske. Suske verwisselt zijn laserarm door een harpoenarm, en dan trekken ze weer verder.
De Gamegoeroe zit zich ondertussen op te vreten omdat hij ze niet kan verslaan, en besluit tot grote middelen over te gaan aangezien zijn eer op het spel staat. Dat doet hij door gebruik van een zuurspuwrobot en een Tyrannosaurus rex-robot. Deze twee worden echter allebei onschadelijk gemaakt, en bij de tweede is Jerom de held van het verhaal. Omdat onze vrienden boven op de vulkaan zijn aangekomen denken ze dat ze gewonnen hebben en Suske sluit zijn robot af. Maar de Gamegoeroe (die inmiddels de online-uitzending heeft afgesloten) lokt Suske dan de consolekamer uit, sluit de deur en bestuurt de Suske-robot zelf. Zo gooit hij Jerom in de vulkaan en zit hij Wiske achterna. Suske ruilt ook van rol en in een andere consolekamer bestuurt hij een vliegende dino en redt zijn vrienden. Tenminste voor eventjes, want door tussenkomst van de Gamegoeroe, valt Jerom weer in de vulkaan.
Alle hoop lijkt verloren, maar dan vult Jerom zijn longen met hete lucht en halen onze vrienden Wiske op als Lambik Suske gaat bevrijden. De robots werken op atoombatterijen. Als de Suske-robot in de magma valt, volgt een vulkaanuitbarsting, terwijl Lambik en Suske nog vastzitten in de consolekamer. De vrienden vertrekken met de RVD 2 en de Gamegoeroe klimt op een dino-robot. De RVD 2 wordt zwaar beschadigd door de robot en stort in zee, maar professor Barabas weet de robot te stoppen door het magnetisch veld aan te passen. De vrienden zien Lambik en Suske op een deur in zee, ze konden nog net aan de vuurzee ontsnappen. Ze worden door de autoriteiten opgepikt en naar huis gebracht. De Gamegoeroe is met zijn kapotte dino-robot op een klein onbewoond eilandje beland.